# ミルクヘビ
ミルクヘビ（学名：Lampropeltis triangulum）は、ナミヘビ科キングヘビ属に分類されるヘビ。

## 分布
- L. t. abnorma　グアテマラミルクヘビ

グアテマラ、ベリーズ
- L. t. campbelli　プエーブラミルクヘビ

メキシコ（オアハカ州、プエブラ州、モレロス州）
- L. t. elapsoides　スカーレットキングヘビ

アメリカ合衆国南東部（アラバマ州、サウスカロライナ州、ケンタッキー州、テネシー州、ノースカロライナ州、バージニア州東部、フロリダ州、ミシシッピ州）
- L. t. sinaloae　シナロアミルクヘビ

メキシコ（シナロア州、ソノラ州、チワワ州）
- L. t. triangulum　トウブミルクヘビ

アメリカ合衆国北東部、カナダ南東部
- ホンジュラスミルクスネーク

## 形態[3]
最大全長199センチメートル。
- L. t. abnorma　グアテマラミルクヘビ

全長165センチメートル。胴体中央部の斜めに列になった背面の鱗の数（体列鱗数）は21か23。総排出口までの腹面にある幅の広い鱗の数（腹板数）は217-244。総排出口より後部の鱗の数（尾下板数）は47-61。頭頂を覆う鱗（頭頂板）の前半分より前方が黒く、吻端に白い横縞が入る。背面に19-31の赤い斑紋が入り、赤い鱗の後端が黒い。
- L. t. campbelli　プエーブラミルクヘビ

全長70-90センチメートル。体列鱗数は21か23。腹板数は196-219。尾下板数は40-49。頭部が黒く、前額板から鼻間板にかけてアルファベットの「U」字状の白い斑紋が入る。背面に14-22の腹面で半数が途切れる赤い斑紋が入る。
- L. t. elapsoides　スカーレットキングヘビ

最大全長55.8センチメートルと最小亜種。体列鱗数は17か19（まれに21）。腹板数は152-191。尾下板数は31-51。側頭板は前方が1枚、後方が2枚。背面に12-22の腹面でも途切れない赤い斑紋が入る。
- L. t. gaigeae　クロミルクヘビ

全長157.8センチメートル。体列鱗数は19か21。腹板数は216-236。尾下板数は42-63。成長に伴い黒一色になる。
- L. t. micropholis　ナンベイミルクヘビ

最大亜種。体列鱗数は21か23。腹板数は209-229。尾下板数は39-51。
- L. t. sinaloae　シナロアミルクヘビ

全長126.6センチメートル。体列鱗数は21か23。腹板数は205-228。尾下板数は42-60。背面に10-16の腹面でも途切れない赤い斑紋が入る。黒い斑紋は腹面でも途切れず、最前部の斑紋は口角に接する。
- L. t. triangulum　トウブミルクヘビ

全長90-114センチメートル。体列鱗数は21（まれに19や23）。腹板数は182-214。尾下板数は35-54。背面に24-54の褐色や灰褐色（幼蛇では赤い）の斑紋が入る。腹面には市松模様状に黒い斑紋が入る。

## 分類
25亜種に分かれるが、形態が重複し差異がわずかで分布域がわからないと同定できない亜種もいるため有効性を疑問視する説もある。
- Lampropeltis triangulum abnorma　(Bocourt, 1886)　グアテマラミルクヘビ　Guatemalan milksnake
- Lampropeltis triangulum amauna　Cope, 1861　ルイジアナミルクヘビ　Luisiana milksnake
- Lampropeltis triangulum andesiana　Williams, 1978　アンデスミルクヘビ　Andean milk snake
- Lampropeltis triangulum annulata　Kennicott, 1861　メキシコミルクヘビ　Mexican milksnake
- Lampropeltis triangulum arcifera　Werner, 1903　ハリースコミルクヘビ　Jalisco milksnake
- Lampropeltis triangulum blanchardi　Stuart, 1935　ユカタンミルクヘビ　Blanchard's milksnake
- Lampropeltis triangulum campbelli　Quinn, 1983　プエーブラミルクヘビ  Pueblan milksnake
- Lampropeltis triangulum celaenops　Stejneger, 1903　ニューメキシコミルクヘビ  New Mexico milksnake
- Lampropeltis triangulum conanti　Williams, 1978　コナントミルクヘビ  Conant's milk snake
- Lampropeltis triangulum dixoni　Quinn, 1983　ディクソンミルクヘビ  Dixon's milksnake
- Lampropeltis triangulum elapsoides　(Holbrook, 1838)　スカーレットキングヘビ　Scarlet milk snake
- Lampropeltis triangulum gaigeae　Dunn, 1937　クロミルクヘビ  Black milksnake
- Lampropeltis triangulum gentilis　(Baird & Girard, 1853)　ヘイゲンミルクヘビ  Central Plains milksnake
- Lampropeltis triangulum hondurensis　Williams, 1978　ホンジュラスミルクヘビ  Honduran milksnake
- Lampropeltis triangulum micropholis　Cope, 1861　ナンベイミルクヘビ　Ecuadoran milk snake
- Lampropeltis triangulum multistriata　Kennicott, 1861　シロミルクヘビ　Pale milksnake
- Lampropeltis triangulum nelsoni　Blanchard, 1920　ネルソンミルクヘビ  Nelson's milksnake
- Lampropeltis triangulum oligozona　(Bocourt, 1886)　チアパスミルクヘビ　Pacific Central American milksnake
- Lampropeltis triangulum polyzona　Cope, 1861　ベラクルスミルクヘビ　Atlantic Central American milksnake
- Lampropeltis triangulum sinaloae　Williams, 1978　シナロアミルクヘビ　Sinaloan milksnake
- Lampropeltis triangulum smithi　Williams, 1978　スミスミルクヘビ　Smith's milksnake
- Lampropeltis triangulum stuarti　Williams, 1978　スチュアートミルクヘビ　Stuart's milksnake
- Lampropeltis triangulum syspila　(Cope, 1888)　アカミルクヘビ　Red milksnake
- Lampropeltis triangulum taylori　Tanner & Loomis, 1957　ユタミルクヘビ　Utah milksnake
- Lampropeltis triangulum triangulum　(Lacepede, 1788)　トウブミルクヘビ　Eastern milksnake

## 生態
森林、草原、農耕地などに生息する。
食性は動物食で、亜種にもよるが小型爬虫類、鳥類やその卵、小型哺乳類などを食べる。 
繁殖形態は卵生。

## 人間との関係
ネズミを食べるために牛舎に侵入したのを、ウシの乳を目当てに侵入したと勘違いされたことが名前の由来とされる。
ペットとして飼育されることもあり、日本にも輸入されている。野生では爬虫類を好む傾向にあるが、飼育下では大型亜種の場合は専門店などで販売されている冷凍マウスや冷凍ラットを解凍し個体の大きさに合わせて与えるだけで問題ない。しかし小型亜種の場合は成蛇でもマウスが大きい個体もいる。

## 画像

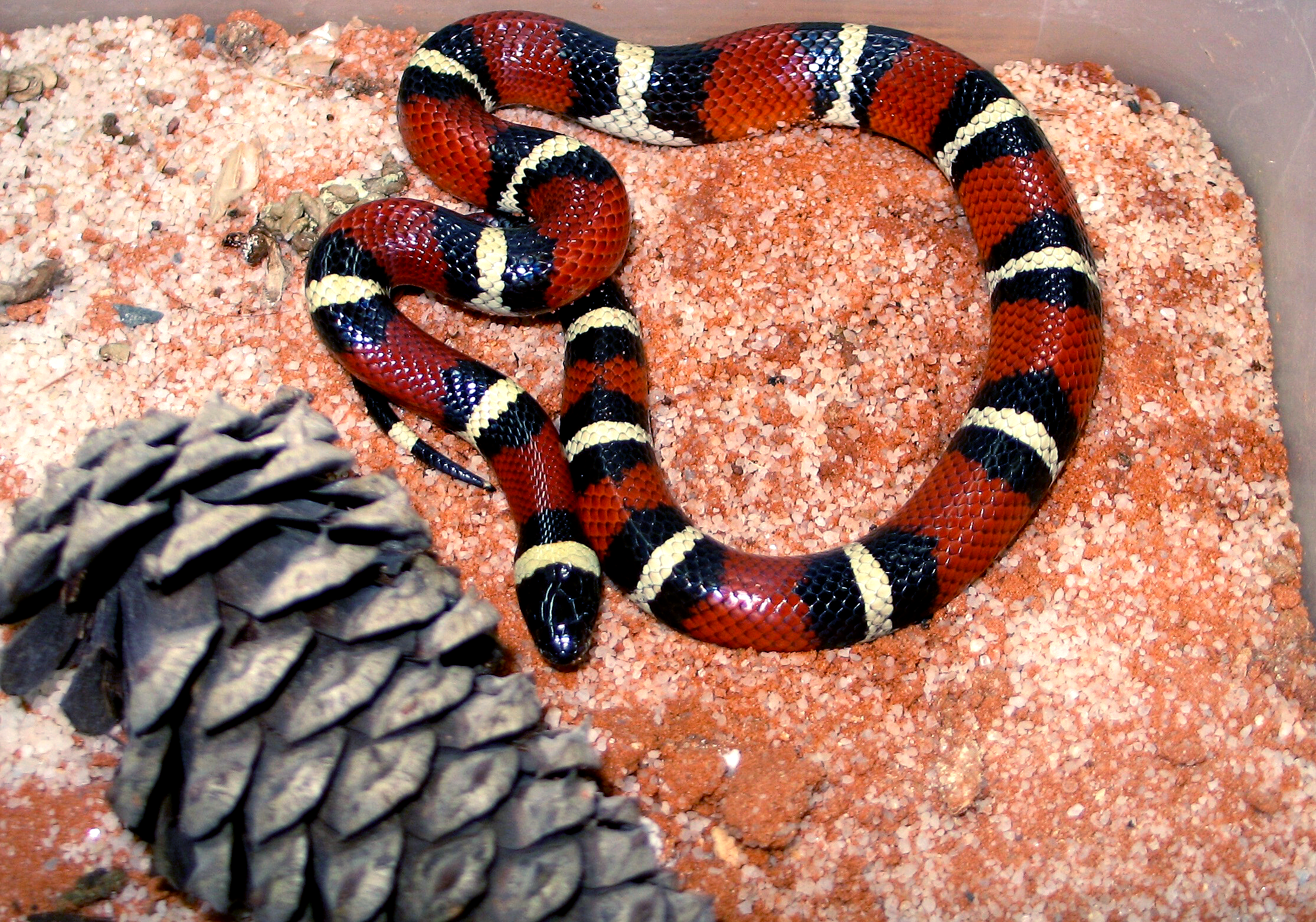
メキシコミルクヘビ L. t. annulata
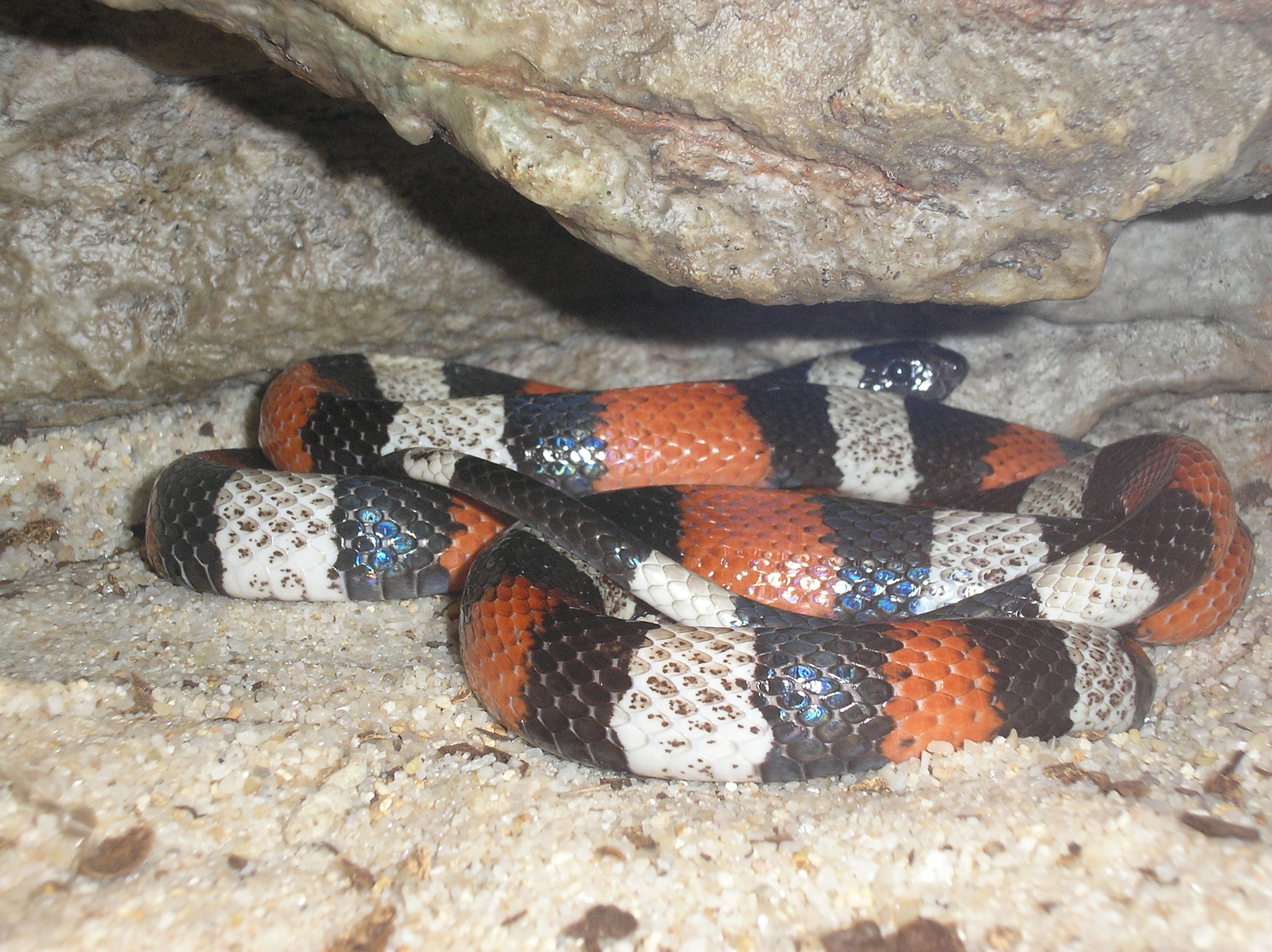
プエーブラミルクヘビ L. t. campbelli
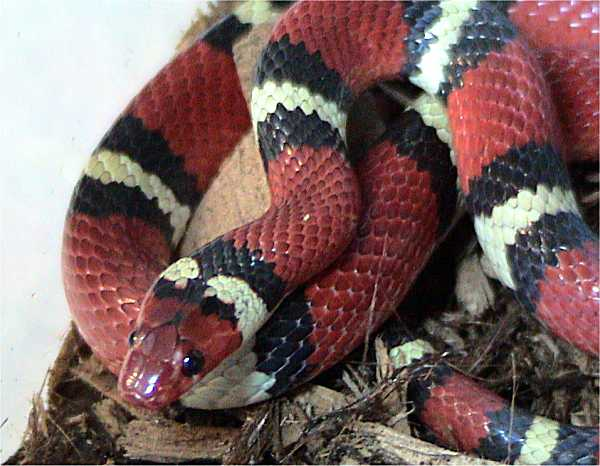
スカーレットキングヘビ L. t. elapsoides
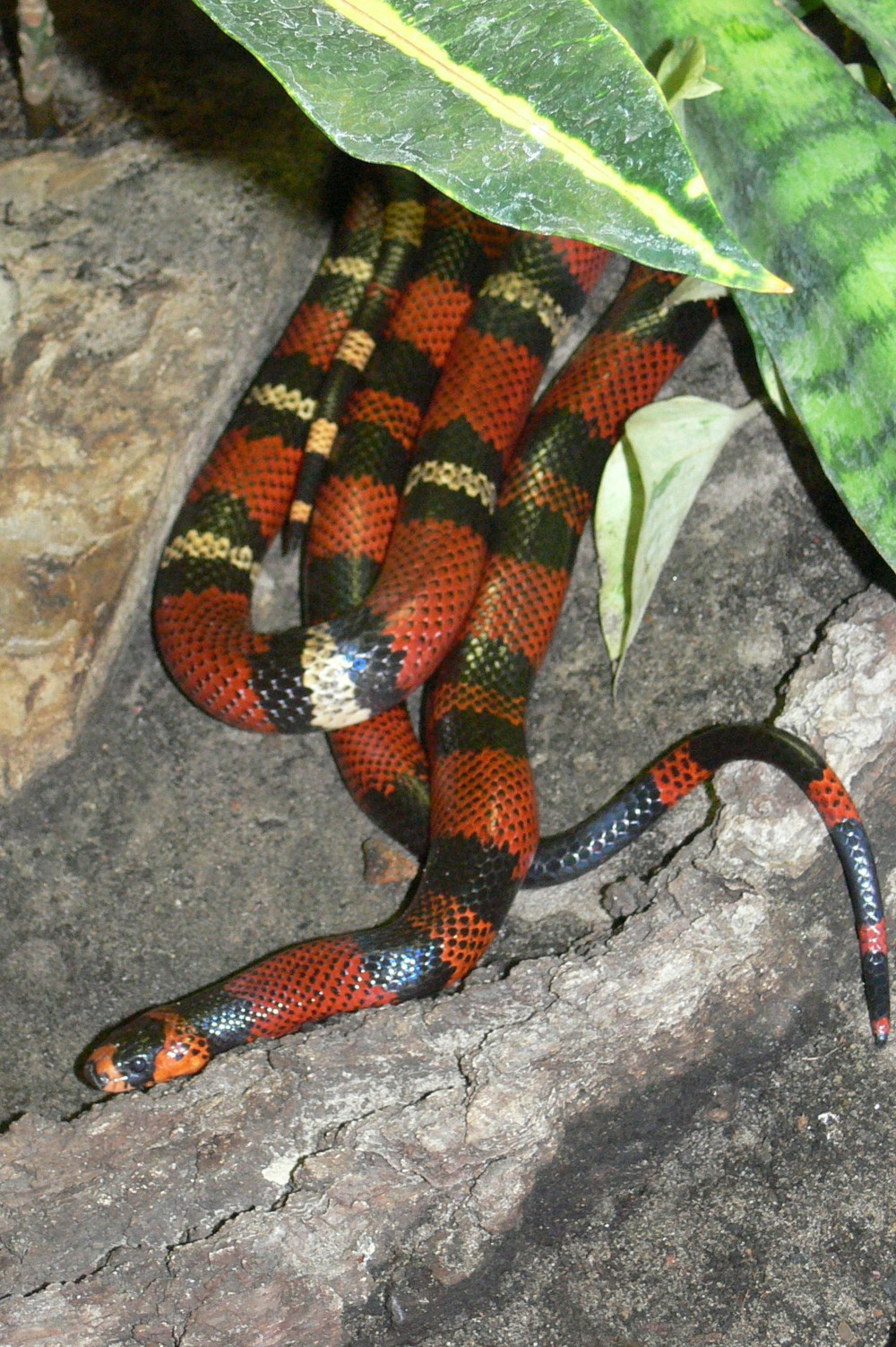
ホンジュラスミルクヘビ L. t. hondurensis
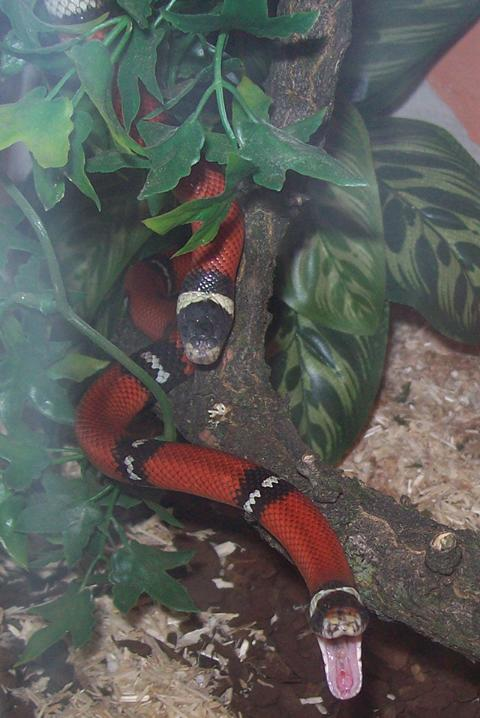
シナロアミルクヘビ L. t. sinaloae
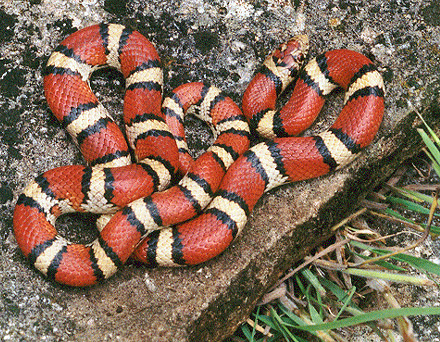
アカミルクヘビ L. t. syspila